# 永和镇 (乐山市)
永和镇，是中华人民共和国四川省乐山市金口河区下辖的一个乡镇级行政单位。2019年12月，将和平彝族乡罗回村和金河镇黎明村所属行政区域划归永和镇管辖。

## 行政区划
永和镇下辖以下地区：
滨河社区、和平社区、官村社区、新民村、新乐村、新华村、新光村和胜利村。

## 交通
成昆铁路关村坝站：位于永和镇胜利村境内。车站部分在桥梁上、部分在隧道里，为难得一见的桥隧相连的“洞中车站”。